# Hydrocynus
Hydrocynus is een geslacht van straalvinnige vissen uit de familie van de Afrikaanse karperzalmen (Alestidae).

## Soorten
- Hydrocynus brevis (Günther, 1864)
- Hydrocynus forskahlii (Cuvier, 1819)
- Hydrocynus goliath Boulenger, 1898
- Hydrocynus somonorum (Daget, 1954)
- Hydrocynus tanzaniae Brewster, 1986
- Hydrocynus vittatus Castelnau, 1861 – Tijgervis